# Jacobus Boonen

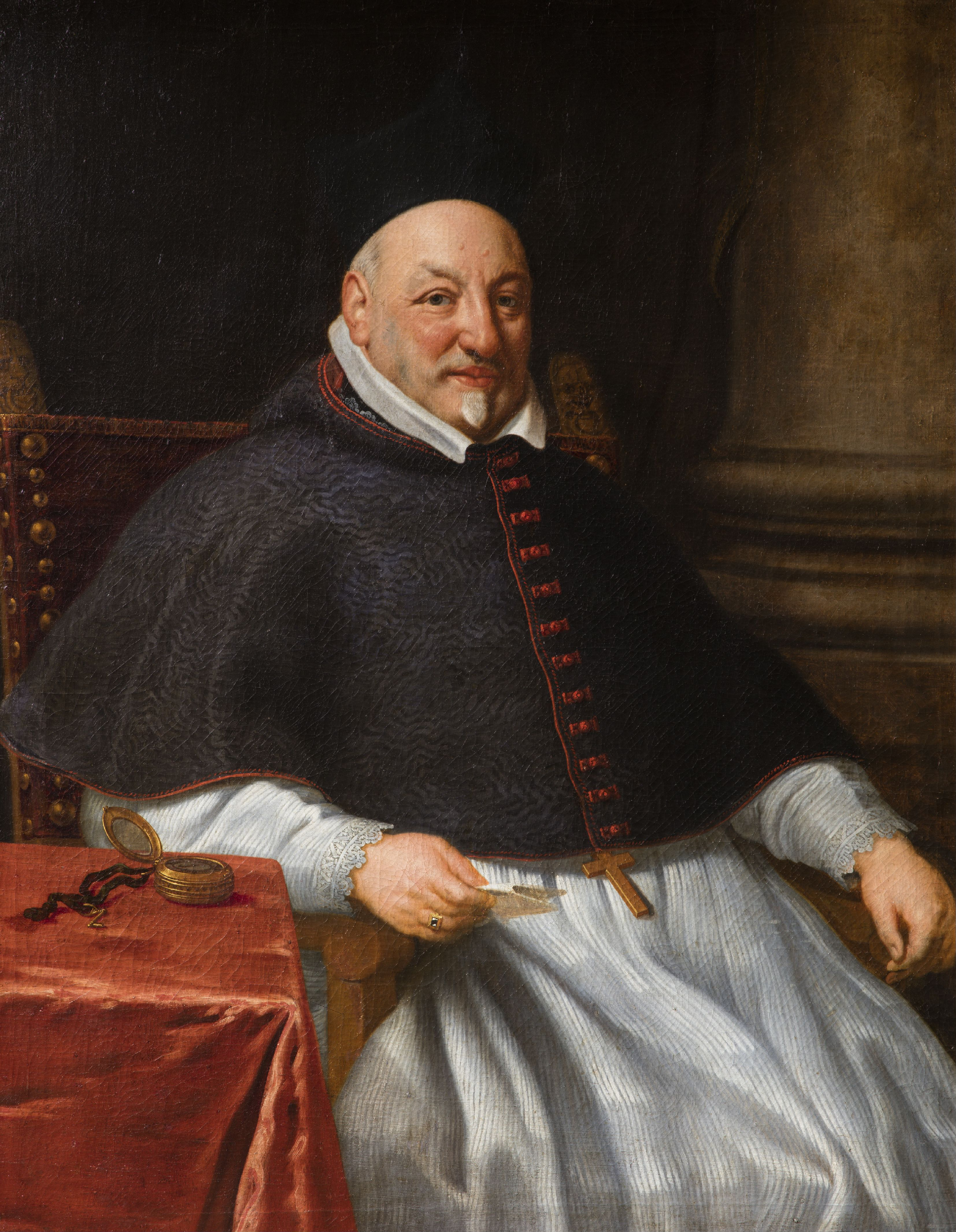
Jacobus Boonen von Lucas Franchoys der Jüngere

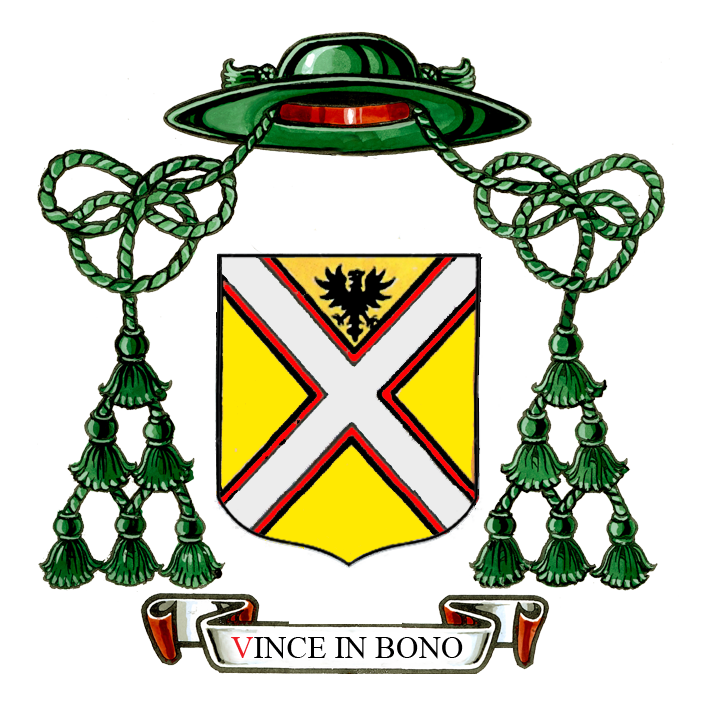
Wappen des Bischofs Boonen mit seinem Wahlspruch, der zugleich auf seinen Familiennamen anspielt

Jacobus Boonen (auch Jacob Boonen; * 11. Oktober 1573 in Antwerpen; † 30. Juni 1655 in Brüssel) war ein Jurist, Theologe und Erzbischof.

## Leben
Boonen studierte von 1587 bis 1595 an der Universität Löwen, wurde Rechtsanwalt und begann zunächst eine juristische Laufbahn. Er begleitete den Diplomaten Fürst Karl von Arenberg auf dessen Mission durch die Spanischen Niederlande und wurde im Nachgang sein Verwalter. 
Am 14. April 1607 wurde Boonen zum Diakon geweiht und Kanoniker in Mechelen. Auch im kirchlichen Umfeld blieb seine Karriere zunächst juristisch geprägt. Er wurde noch im selben Jahr Richter bei der Synode, dann 1608 Beamter bei der Erzdiözese Mechelen. Am 28. Mai 1611 erfolgte die Priesterweihe in Antwerpen. Ebenfalls 1611 wurde er Mitglied des Großen Rates von Mecheln.
Boonen wurde Mitglied der Hausgemeinschaft des Erzbischofs Mathias Hovius und 1612 Kapitelsdekan an der Kathedrale von Mechelen. 
1616 wurde Boonen zum Bischof von Gent berufen. Er empfing die Bischofsweihe am 5. Februar 1617. Am 7. Juli 1620 wurde er zum Erzbischof von Mechelen erwählt und nahm am 13. Oktober 1621 das Erzbistum in Besitz. Er wurde damit Primas der Generalitätslande.
Boonen verhinderte als Freund der Schriften von Cornelius Jansen die Verkündung der fünf Grundsätze der päpstlichen Bulle Cum occasione vom 31. Mai 1653. Daraufhin wurde er noch 1653 von Papst Innozenz X. suspendiert, erhielt jedoch kurz darauf die Absolution und kehrte zurück auf seine Position.